# Dolgaš
Dolgaš (mazedonisch Долгаш; albanisch definit Dollgashi, indefinit Dollgash; türkisch Dolgaş) ist ein nordmazedonisches Dorf in der Gemeinde Centar Župa.

## Geschichte
Nach Angaben von 1873 hatte das Dorf 6 Haushalte, in welchen 14 Bulgaren und 7 Türken lebten. Laut der Statistik des Ethnographen Wasil Kantschow aus dem Jahr 1900 zählte Dolgaš 140 Einwohner, von denen sich 30 als Bulgaren und 110 als Türken deklarierten.
Seine Bewohner standen zu Beginn des 19. Jahrhunderts unter der Herrschaft des bulgarischen Exarchats – nach den Statistiken des Sekretärs des Exarchats Dimitar Mischew ("La Macedoine et sa Population Chrétienne") lebten im Jahr 1905 in Dolgaš 24 bulgarische Exarchisten.
Laut einer Statistik der Zeitung Debarski glas aus dem Jahr 1911 gab es in Dolgaš 4 bulgarische Haushalte.
Im Zuge des Balkankrieges meldeten sich drei Dorfbewohner freiwillig zur Makedonisch-Adrianopeler Landwehr, ein Freiwilligenverband der bulgarischen Armee.

## Demografie
Laut der Volkszählung von 2021 hatte das Dorf 143 Einwohner, diese waren fast alle Türken und mit türkischer Muttersprache.
| Zensus    | 1948 | 1953 | 1961 | 1971 | 1981 | 1991 | 1994 | 2002 | 2021 |
| --------- | ---- | ---- | ---- | ---- | ---- | ---- | ---- | ---- | ---- |
| Einwohner | 258  | 219  | 30   | 60   | 66   | 101  | 117  | 123  | 143  |